# Stéphane M’Bia
Stéphane M’Bia Etoundi (ur. 20 maja 1986 w Jaunde) – kameruński piłkarz francuskiego pochodzenia występujący na pozycji pomocnika. Zawodnik klubu Toulouse FC.

## Życiorys
Swoją karierę rozpoczynał w Kadji Sport Academy Douala. W 2004 roku przeniósł się do Stade Rennais i rozegrał zaledwie jeden mecz. W sezonie 2005/2006 było już lepiej, bo młody M’Bia wystąpił w 22 meczach ligowych, oraz 3 Pucharu UEFA. Swojego pierwszego gola na boiskach Ligue 1 M’Bia zdobył 11 kwietnia 2006 w spotkaniu z Olympique Lyon. Wynik meczu po bramce Kameruńczyka w 13 minucie nie uległ zmianie i tym samym przerwał passę Lyonu bez porażki trwającą od początku sezonu. W 2009 roku M’Bia został zawodnikiem Olympique Marsylia.
31 sierpnia 2012 roku podpisał kontrakt z Queens Park Rangers.
26 sierpnia 2013 roku został wypożyczony do hiszpańskiej Sevilli.
1 lipca 2015 roku przeszedł do Trabzonsporu.
28 stycznia 2016 roku przeszedł do Hebei China Fortune, a 28 lutego 2018 roku rozwiązał kontrakt z Hebei China Fortune. W sierpniu 2018 został zawodnikiem klubu Toulouse FC.

## Kariera reprezentacja
W 2005 roku M’Bia zadebiutował w reprezentacji Kamerunu.